# Yuri Nikiforov
Yuriy Valeryevich Nikiforov ou Yuriy Valeriyovych Nykyforov - respectivamente, em russo, Юрий Валерьевич Никифоров e, em ucraniano, Юрій Валерійович Никифоров (Odessa, 16 de setembro de 1970) é um ex-futebolista ucraniano naturalizado russo que atuava como zagueiro. Atualmente está sem clube.

## Carreira
Começou em 1986, nos juvenis do Chornomorets Odessa. Passaria no ano seguinte pelo rival SKA Odessa e em seguida voltou ao Chornomorets. Em 1988, após ter sido campeão mundial sub-17 no ano anterior e campeão europeu sub-19 naquele pela União Soviética, transferiu-se ao Dínamo de Kiev, mas jogou apenas 2 vezes. Em 1990, já estava mais uma vez no Chornomorets. Foi convocado pela primeira vez para uma seleção principal já pela CEI, mas não chegou a ir para a Eurocopa 1992. Naquele ano conquistaria uma Copa da Ucrânia.[carece de fontes?]

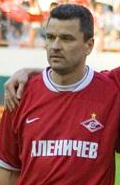
Em amistoso de veteranos do Spartak Moscou.

Com a independência da URSS, inicialmente jogou três partidas pela Ucrânia, precisamente as três primeiras dessa seleção. Na ocasião, a ausência de recursos financeiros da recém-criada Associação Ucraniana de Futebol limitou a convocação a jogadores que atuavam no igualmente recém-criado campeonato ucraniano, excluindo-se também astros locais já ocupados na preparação final à Eurocopa 1992 com a seleção da CEI. Embora inicialmente utilizado pela CEI, Nikiforov acabou de fora da convocação à Euro e assim esteve livre para defender a seleção ucraniana.
Como a seleção da Ucrânia ainda não era considerada oficial pela FIFA, Nikiforov, uma vez transferido ao Spartak Moscou, teve liberdade para troca-la pela da Rússia, em decisão similar às tomadas por outros colegas de seleção ucraniana - casos de Oleg Salenko, Ilya Tsymbalar e Akhrik Tsveiba, e por outros nativos da Ucrânia - por motivações que variavam a identificação étnica como russos à maior vitrine e força da seleção russa, ao passo que a Ucrânia e outras nações independentes não poderiam participar das eliminatórias à Copa do Mundo FIFA de 1994. Nikiforov, uma vez indagado sobre a mudança de seleção, justificou-se que não se considera nem russo e nem ucraniano, mas ainda um soviético.
Saiu do Spartak em 1996, após a Eurocopa daquele ano, tendo conquistado três campeonatos russos no clube, para o Sporting Gijón. A partir de 1998, iniciaria sua trajetória no futebol holandês, jogando até 2002 no PSV Eindhoven, onde foi duas vezes campeão neerlandês. Após a Copa do Mundo FIFA de 2002, teve breve passagem no RKC Waalwijk, indo jogar no Japão em 2003, pelo Urawa Red Diamonds. No Urawa, jogou uma temporada e meia antes de encerrar a carreira, ganhando uma Copa da Liga Japonesa.

## Pós-aposentadoria
Entre 2014 e 2015, foi auxiliar-técnico do Irtysh Pavlodar e do Kuban Krasnodar, antes de assinar com o Dínamo de Moscou, onde foi auxiliar-técnico da equipe de reservas, função exercida também no time principal até 2019, quando deixou o cargo.

## Links
- Yuri Nikiforov em National-Football-Teams.com
- Biografia e estatísticas - RussiaTeam (em russo)